# MLBドリームカップ
ゼビオドリームカップは、軟式野球のクラブチーム（草野球チーム）によるオープン大会。2007年発足。クラブ軟式野球のオープントーナメントの大会としては国内最大規模の大会である。

## 概要
パチンコチェーン店・マルハンが特別協賛、社団法人全国野球振興会（日本プロ野球OBクラブ）が全面協力して立ち上げ、全国規模でのオープン形式の大会として開催。かつて、行われたニッサングリーンカップ・全国草野球大会と同様の大会である。参加チーム数は、2007年の第1回は約800チームだったものが2010年の第4回大会では1,215チームと増加傾向にある。2012年の第6回大会からは株式会社マルハンとTBSラジオ&コミュニケーションズの協同主催となっている。
2009年までは「マルハンドリームカップ・全国草野球トーナメント」という名称だったが、参加チームのレベルが年々上昇してきていることから、「よりレベルの高い大会にしたい」との理由で2010年より「マルハンドリームカップ・全国ベースボールトーナメント」に名称が変更されている。
2015年に協賛がゼビオグループとなったことから大会名も改め「ゼビオドリームカップ」として開催。回次もリセットされた。
2017年にMLB Japanが主催に加わったことで、大会名称が「MLBドリームカップ supported by XEBIO Group」に変更。ゼビオグループは引き続き協賛を務める。
2020年は新型コロナウイルス感染症の流行の影響を受け開催が全面中止された。
2023年いっぱいでMLB Japanが主催を離れ、2024年は再び「ゼビオドリームカップ」に名称が戻された。

### スポンサー
- 主催：「ゼビオドリームカップ ○○○○」[5]実行委員会（クロススポーツマーケティング株式会社[4]）
  - 2014年まではマルハンドリームカップ　全国ベースボールトーナメント実行委員会（株式会社マルハン・TBSラジオ&コミュニケーションズ（2012年より）により構成）[6]
  - 2015年・2016年は「第○回ゼビオドリームカップ ○○○○」[7]実行委員会（ゼビオグループ/株式会社TBSラジオ[8]）
  - 2017年 - 2023年は「MLBドリームカップ ○○○○」[9]実行委員会（Major League Baseball Japan・クロススポーツマーケティング株式会社[2]）
- 後援：公益財団法人全日本軟式野球連盟
  - 2014年までは、全日本早起き野球協会、株式会社ベースボール・マガジン社、プロ野球マスターズリーグ、株式会社ベースボール・マガジン社、プロ野球マスターズリーグ、ナガセケンコー株式会社
- 協賛：ゼビオグループ（2024年現在は「エグゼクティブパートナー」名義[4]）
  - 2014年まではミズノ株式会社、ナガセケンコー株式会社、キリンビバレッジ株式会社
- 企画：クロススポーツマーケティング株式会社

## 流れ
大会は全国の都道府県予選大会を得て、全国8地区で地区決勝大会を実施。各地区の代表8チームが全国大会決勝トーナメントを行う。優勝チームはプロ野球OBチームと対戦するドリームマッチが決勝戦後行われる。また地区決勝大会会場では、プロ野球OB選手による野球教室や野球イベントが地元の野球ファン向けに開催される。
決勝大会は第5回までは東京ドームで行われたが、冠スポンサーのマルハンがナショナルチェーンであることを考慮し、第6回は福岡 Yahoo! JAPANドームに開催地を移したが、第7回大会からは再び東京ドームでの開催となった。ゼビオドリームカップに改まった第1回は西武プリンスドームで開催。第2回は沖縄セルラースタジアム那覇、第3回は宜野湾市立野球場での開催となる。MLB Japanが主催に加わった2019年の決勝戦は、サンディエゴ・パドレスの本拠地、ペトコ・パークで行われた。
優勝チームには、副賞として協賛企業であるミズノからミズノ商品券20万円、ナガセケンコーボールよりボール5ダース、キリンビバレッジから選手全員にキリン生茶1年分、江崎グリコからポッキー1年分が贈られる。

## 主な大会規約

### 出場資格
- 草野球チームであれば、競技団体の加盟有無に関係なく出場することが出来るが、日本野球連盟、全日本大学野球連盟、日本高等学校野球連盟の登録チーム・選手は出場不可。
- 1チーム登録は監督・コーチを含め25人以内。16歳以上・性別不問。元プロ野球選手は1チーム2名まで。代表者は20歳以上の成人であること。
- 同一人複数チーム登録不可。また原則としてチームが主として活動する都道府県以外の大会への参加も不可であるが、その都道府県の参加定員チーム数を達して締め切られた場合はこの限りではなく、例外的に越県参加が認められる場合もある

### 試合方式
- 試合規定は公認野球規則準用。指名打者制度なし。
- 都道府県予選、地区決勝大会は90分間・7回戦。全国大会は120分間・7回戦。既定のイニング・時間のイニング完了時に同点の場合は広義のタイブレーク制度である1イニング限定のサドンデス方式を採用。1アウト満塁。前イニングの最後から数えて3人がランナー、打者は次打者　但し7回を終えて試合終了が規定時間に満たない場合は、その時間を経過するまで通常の方式で延長戦を行う。それでも決着が付かない場合はジャンケンにより決定するが、一部予選地区では日程によりサドンデスを採用しない地区や、サドンデスを含め時間制限90分とする地区もある。第2回大会では都道府県予選及び地区決勝大会の決勝戦に限り120分・7回戦も採用された。
- 雨天等の天災、あるいは照明のない球場においての日没での試合続行不能となった場合は4回終了時点で試合成立（コールドゲーム）とする。
- 5回終了時点で7点差以上ついた場合はそのイニングの完了を持ってコールドゲームとする。
- 試合当日雨天中止となった場合で振り替え開催日程の調整が出来ない場合も抽選により次回進出チームを決める場合がある。

### その他
- 球場、審判団は主催者が手配、審判は各地区ごとに1〜3名で行う。
- 予選での試合使用球はナガセケンコーのケンコーボール新A号を各チームが2個ずつ持ち出し実施。地区決勝大会以降は主催者が用意する。
- 打者はヘルメット、捕手はマスク、レガース、プロテクターの着用を必ず義務付ける。
- 金属バットはJSBB規格品を使用すること、但し落雷などにより危険を伴う場合は使用禁止処置をとることあり。

## 歴代優勝チームおよび決勝戦スコア
マルハンドリームカップ
| 年度   | 回 | 会場                    | 優勝チーム                               | スコア | 準優勝チーム                           |
| ------ | -- | ----------------------- | ---------------------------------------- | ------ | -------------------------------------- |
| 2007年 | 1  | 東京ドーム              | 神出設計（北海道地区：札幌）             | 2 - 1  | （株）ジーズ（中部・北陸地区：愛知）   |
| 2008年 | 2  | 東京ドーム              | （株）ジーズ（東海地区：愛知）           | 2 - 0  | ピエロ（関東地区：東京A）              |
| 2009年 | 3  | 東京ドーム              | 塩尻銘材（北信越地区：長野）             | 1x - 0 | 大垣アクアシティーズ（東海地区：岐阜） |
| 2010年 | 4  | 東京ドーム              | ナック（関西地区：大阪）                 | 3 - 2  | オートハウス（中国・四国地区：愛媛）   |
| 2011年 | 5  | 東京ドーム              | BIG☆B（関東地区：千葉）                  | 16 - 0 | Spirits（北海道地区：釧路）            |
| 2012年 | 6  | 福岡 Yahoo! JAPANドーム | SANWA SERVICE TUBE（東海地区：愛知）     | 4 - 0  | OKAYAMAN（中国・四国地区：岡山）       |
| 2013年 | 7  | 東京ドーム              | 小松ハシモトスポーツ（北信越地区：石川） | 2 - 0  | 東京実業健康保険組合（関東地区：千葉） |
| 2014年 | 8  | 東京ドーム              | 東京バンバータ（関東地区：東京Ａ）       | 2 - 0  | インパルス（関西地区：京都）           |

ゼビオドリームカップ/MLBドリームカップ
| 年度   | 回 | 会場                             | 優勝チーム                                           | スコア | 準優勝チーム                               |
| ------ | -- | -------------------------------- | ---------------------------------------------------- | ------ | ------------------------------------------ |
| 2015年 | 1  | 西武プリンスドーム               | JF長崎漁連野球部（九州地区：長崎）                   | 1x - 0 | 大宮フェニックス（関東地区：東京B）        |
| 2016年 | 2  | 沖縄セルラースタジアム那覇       | JUWNES（東海地区：愛知）                             |        | 東京バンバータ（関東地区：東京A）          |
| 2017年 | 3  | 宜野湾市立野球場                 | 東京バンバータ（関東地区：東京A）                    | 16 - 0 | （株）東北銀行（東北地区：岩手）           |
| 2018年 | 4  | 明治神宮野球場                   | 神出設計ecoaハウス（北海道地区：札幌B）              | 4x - 3 | SAMURAI（関西地区：兵庫）                  |
| 2019年 | 5  | ペトコ・パーク                   | 小千谷名球会（中部・北陸地区：新潟）                 | 4 - 3  | South Beans（中国地区：岡山）              |
| 2021年 | 6  | 沖縄セルラースタジアム那覇       | JUWNES PRIDE 2019（東海地区）                        | 1 - 0  | 足利赤十字病院（関東地区）                 |
| 2022年 | 7  | 沖縄セルラースタジアム那覇       | BRONZE（東海地区）                                   | 8 - 2  | 新撰組（関西地区）                         |
| 2023年 | 8  | エスコンフィールドHOKKAIDO       | エースファクトリーベースボールクラブ（西日本代表）   | 1 - 0  | ゴリラクリニックベースボール（東日本代表） |
| 2024年 | 9  | ユニオンですからスタジアム宜野湾 | エースファクトリーベースボールクラブ（関西地区代表） | 3 - 1  | クラブ将（東海地区代表）                   |